# 6 qui prend !
6 qui prend ! est un jeu de société créé par Wolfgang Kramer en 1994. Il est édité chez Amigo. La version française est distribuée par Gigamic.
Le jeu porte parfois le nom de 6 qui perd ! ou son nom allemand d'origine 6 nimmt!.

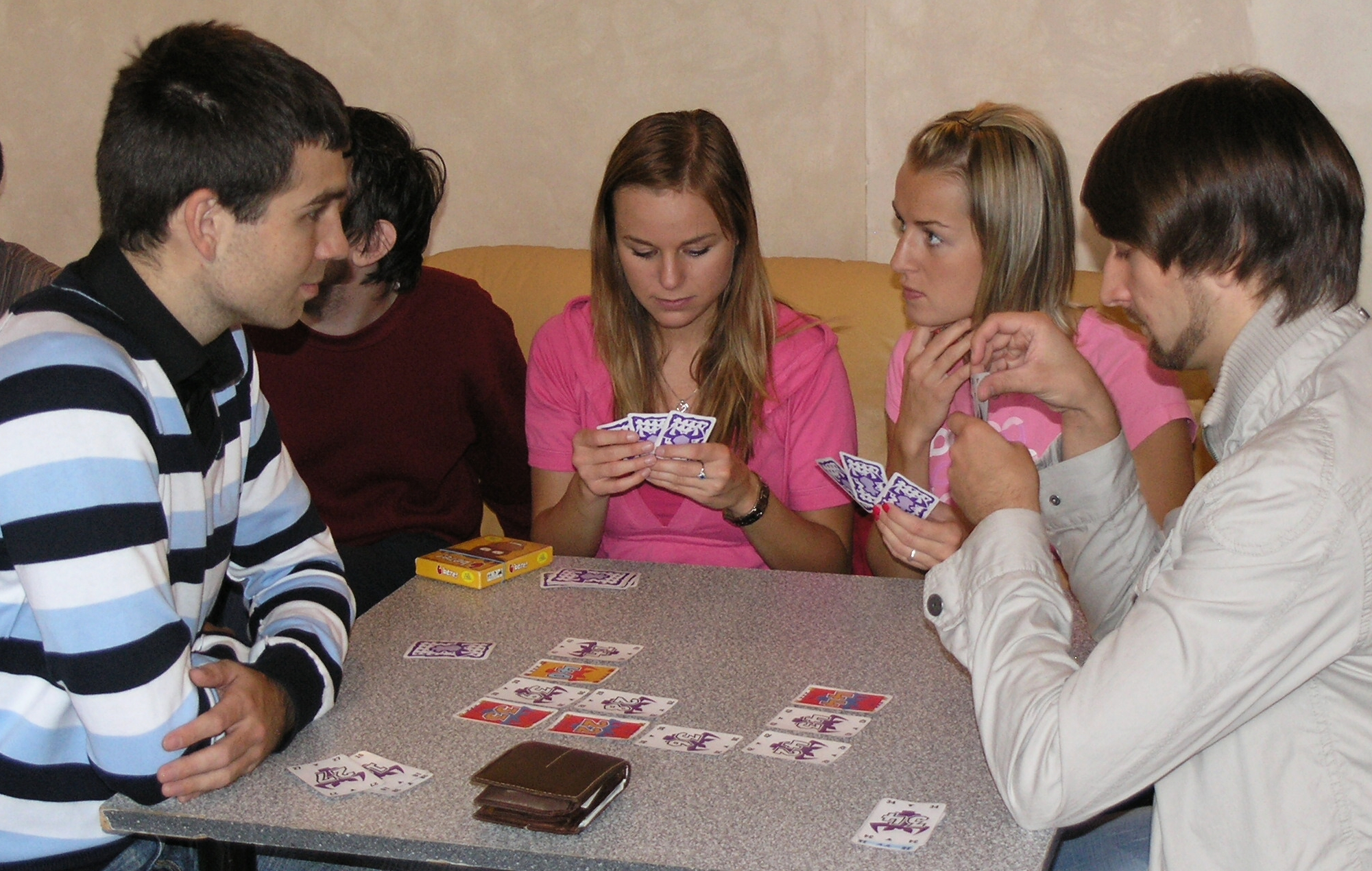
Des joueurs pendant une partie du 6 qui prend !

De 2 à 10 joueurs à partir de 10 ans, environ 45 minutes.

## Règle du jeu
Le but du jeu est de totaliser le moins de points possible à la fin de la partie. Pour cela, il ne faut pas ramasser de cartes Têtes de bœuf.
Les cartes Têtes de bœuf sont numérotées de 1 à 104. Les cartes rapportent 1, 2, 3, 5 ou 7 points (en fonction du nombre de Têtes de bœuf présent) à celui qui les ramasse. 

### Déroulement d'une partie

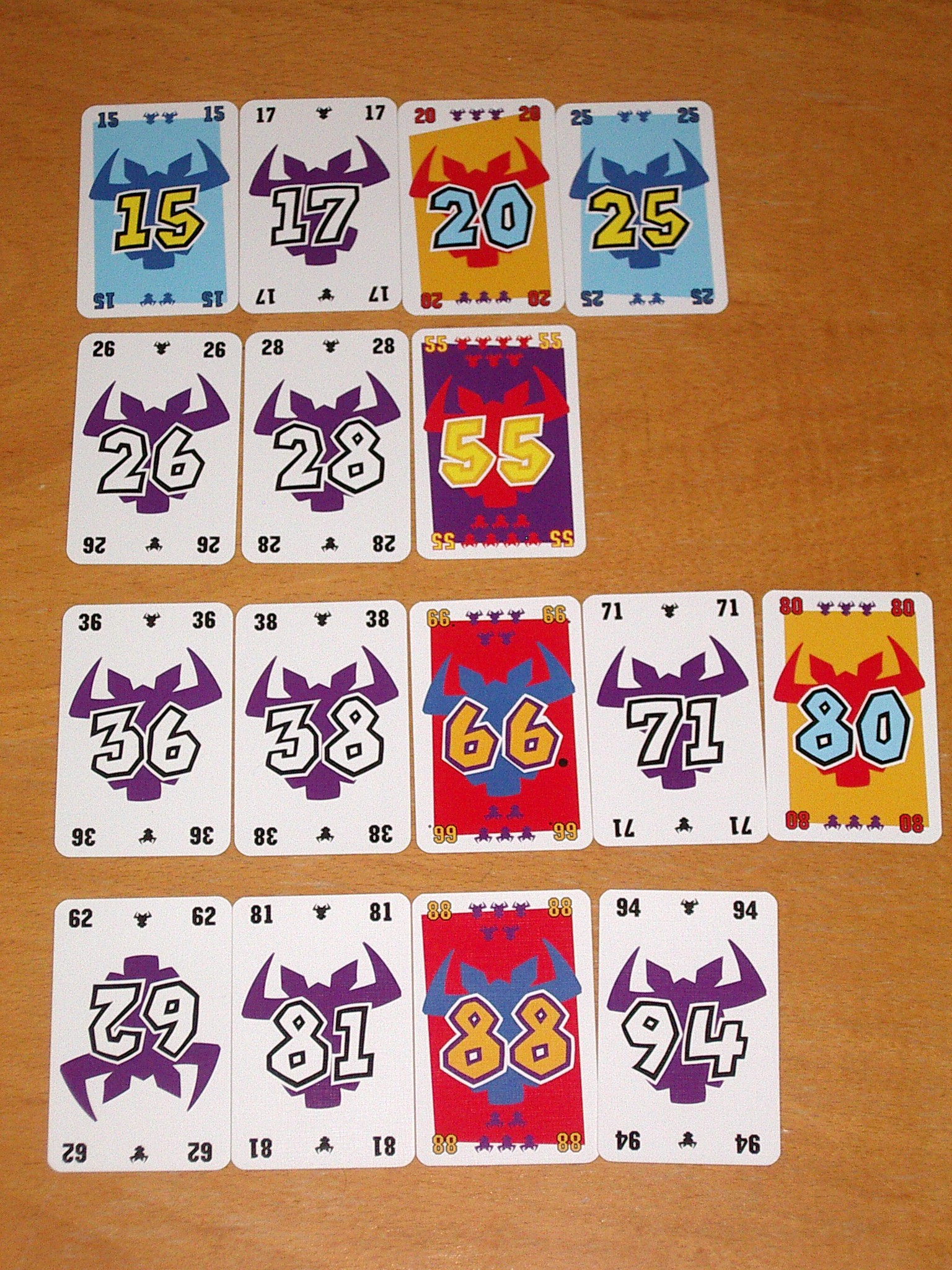
Une partie en cours…

Chaque joueur reçoit 10 cartes en début de  manche. Ensuite 4 cartes sont placées sur la table pour former le début de 4 rangées.
Chaque joueur choisit une carte de son jeu et la place face cachée sur la table. Quand tous les joueurs sont prêts, les cartes sont retournées face visible et sont jouées dans l'ordre croissant de leur valeur. Les cartes doivent être posées de manière à compléter les rangées en satisfaisant 3 critères :
- la carte doit être jouée sur une rangée dont la valeur de la dernière carte est inférieure à celle de la carte jouée ;
- entre les rangées dont la dernière carte est inférieure à la carte jouée, il faut choisir celle où l'écart avec la carte jouée est le plus faible ;
- si la carte à jouer est de valeur inférieure à la dernière carte de toutes les rangées, le joueur choisit une rangée qu'il ramasse (généralement celle qui totalise le moins de têtes de bœuf) et pose sa carte comme première carte de la nouvelle rangée (il y a toujours exactement 4 rangées).

Les 4 dernières cartes des rangées ont les valeurs suivantes : 8, 24, 69, 81 ; La carte à jouer est un 29.
Elle ne peut être posée à la suite du 69 ou du 81 qui sont supérieurs à 29. Il faut donc poser le 29 soit après le 8, soit après le 24. 24 étant le nombre le plus proche de 29, la carte 29 sera donc posée après la carte 24.
Si la carte à jouer avait été un 3 - donc une carte inférieure aux 4 cartes présentes - le joueur aurait dû ramasser la rangée de son choix (souvent celle qui possède le moins de têtes de bœuf) et la remplacer par sa carte 3.
Les cartes de tous les joueurs sont jouées en respectant ces critères, dans l'ordre croissant des cartes jouées.
Tant que les rangées comptent 5 cartes, rien ne se passe. Par contre, si un joueur ajoute une 6e carte à une rangée, il ramasse les 5 cartes présentes, les met de côté (elles seront comptabilisées à la fin de la partie) et place la sienne pour reformer une rangée (Attention, les cartes ramassées ne sont jamais remises dans sa main).
À la fin du tour, tous les joueurs choisissent de nouveau une carte parmi celles qui leur restent et la partie continue jusqu'à ce que les 10 cartes soient jouées.

### Fin de partie
Les Têtes de bœuf présentes sur les cartes que chaque joueur a remportées au cours de la partie sont additionnées. Le résultat est noté sur une feuille de score puis une nouvelle manche commence.
Le jeu s'arrête quand un joueur dépasse les 66 points  sur toutes les manches précédentes. Est déclaré vainqueur celui qui totalise le moins de points.

### Variante de distribution «Pro»
La variante « Pro » rend le jeu plus calculatoire.
On commence par enlever, si l'on joue à moins de 10 joueurs, toutes les cartes supérieures à 10n + 4 (où n représente le nombre de joueurs).

Par exemple, à 5 joueurs on ne conserve que les cartes de 1 à 54 et on écarte celles de 55 à 104.
Puis, toutes les cartes sont étalées face visible et les joueurs, à tour de rôle, choisissent une carte jusqu'à ce que tous en aient 10 en main. Les quatre cartes qui restent constituent le tableau de départ.
Cette variante est éminemment plus stratégique que la règle de base. Elle l'est parfaitement dans le jeu à 2. Là, il n'y a plus le moindre hasard et chacun connait les cartes de l'autre. L'information des deux joueurs est alors totale. Pourtant, il n'est pas du tout évident de déterminer la meilleure stratégie et c'est là que le jeu atteint toute sa subtile complexité.

## Récompenses
- Deutscher Spiele Preis  1994
- Mensa Select Mind Games  1996